# 丁斯莫爾 (加利福尼亞州)
丁斯莫爾（英語：Dinsmore）是位於美國加利福尼亞州洪堡縣的一個非建制地區。該地的面積和人口皆未知。

## 地理
丁斯莫爾的座標為40°29′30″N 123°36′25″W / 40.49167°N 123.60694°W，而該地的平均海拔高度為736米（即2415英尺）。